# Військова справа мая
Військова справа мая — одна з важливіших частин цивілізації мая, оскільки вони значний період часу перебували у стані війни, також впливала на соціальну структуру та політично-економічний розвиток. Становила собою мету, завдання війни між державами мая, систему підготовки вояків та організацію війська. Війну мая позначали символом юб'уй (jub'uy), що значив зірка над шаром.

## Характер
Археологічні дослідження міст стародавніх мая доводять, що війни між ними почали ставати більш частими при переході від докласичного до класичного періоду. Класичний період — час майже безперервних, найзапекліших війн. При цьому держави мая фактично не розширювали територію своїх царств, а лише підкорювали спочатку сусідні, потім дальні держави. При цьому на відміну від докласичного періоду, мая класичного періоду не намагалися знищити місто-суперника, а лише захопити його правителя, зробити васалом або принести в жертву, зруйнувати деякі важливі ритуальні комплекси. В післякласичний період характер війни стає більш жорстким. В протистоянні гинуть потужні міста, зокрема Чичен-Іца та Маяпан.
Тривалими кампаніями, що точилися протягом майже сторіч були: війни Тікаля проти Яшактуна, Мутульського царства проти Канульського, війни Дос-Піласа і Агуатека, кіче та какчикелей. Водночас держави мая зазнавали потужних нападів ззовні, зокрема Теотіуакана й тольтеків.
Великі військові кампанії зазвичай розпочиналися з першою появою на небі планети Венера, яку мая називали зіркою війни. В результаті частина держав мая докласичного і класичного періоду загинули або занепали через постійні війни.

## Мета і завдання
Першочерговою метою ахавів-царів мая було збереження недоторканими своїх кордонів від нападу й спустошення сусідів. З часом, коли потуга держав зростала, їх володарі намагалися знищити конкурентів. Для знаті й вояків головним завданням у війні було не вбити якомога більше ворогів, а захопити, щоб потім принести у жертву. Війна сприяла підвищенню мешканців маянських держав по соціальній драбині. Тому усі вільні мешканці, особливо знать, що отримувала також коштовності, намагалися постійно вести війни.
Також війни пов'язують з перенаселенням держав мая, яке спричинило розвиток землеробства. Тому правителі за допомогою війн намагалися знизити тиск демографічного тягаря на сили царств. В іншому випадку вибухам соціальний конфлікт, що вів до громадянської війни, повалення династії або занепаду царства загалом.

## Організація війська
В докласичний та класичний період була відсутня постійна, професійна армія. Розміри її також були невеликі від 500 до 1000 (в час розквіт держав класичного періоду)
Складалася зі своєрідного ополчення, куди входили усі працездатні та повнолітні чоловіки й молодики. Вони отримували зброю на своєрідних арсеналах, що належали ахавам. Найкращу частину складала знать та представники панівної династії, що були більш підготовлені до військових дій як з точки зору зброї та обладунків, так і професійних тренувань. Ймовірно фізична підготовка цілеспрямована не велася: для цього знать мая готувалася до гри у м'яч, що вимагала спритності та сили, а також під час полювання, де були потрібні різні навички. В результаті гра і мисливство були засобом підготовки майбутніх вояків. Війська очолювали при відсутності ахава посадовці зі званнями йахав к'ахк’ («володар вогню») і йахав тє’ («володар списа»). До категорії інших військових звань відносять титули «баах- тоок'» («головний кремінь»), «баах-пакаль» («головний щит») і «баах-тє'» («головний спис»), втім їх функції та спеціалізація ще повністю не досліджена.
У післякласичний період з'являються професійні вояки та військо. Початок поклали правителі Чичен-Іци, втім розвиток набула в період панування Маяпана, коли влада правителів Кокомів трималася на найманцях (ах-кануль). В цей час військо збільшується до декількох тисяч, проте лише в державах-гегемонах, що могли утримувати таку кількість вояків. На Юкатані запроваджується система хольканів, коли в кожному поселенні мешкали професійні вояки холькани. Зазвичай вони володіли важкою зброєю (довгими списами та двуручними дерев'яними мечами).
В державах мая існували сухопутні та морські війська. Сухопутні були пішими загонами, оскільки мая не знали коней. Також відбувалися морські битви, транспортування загонів до необхідного місця човнами. Разом з тим самі човні майже не відрізнялися від човнів торговців, не були обладнані якимось захистом. На них садилися вояки зі списами та луками або пращами.
Безпосередньо військовими загонами керували військовики, що називалися накоми (nacoms), які служили протягом 3 років. Вони підкорялися батабу (batab), що керував військовими об'єднаннями. На чолі усього війська стояв ахав або халач-вінік.